# George Spencer-Brown
Pour les articles homonymes, voir Spencer et Brown.
George Spencer-Brown, né le 2 avril 1923 à Grimsby et mort le 25 août 2016, est un polymathe anglais, connu particulièrement pour son traité Laws of Form. Il se décrit comme un « mathématicien, ingénieur-conseil, psychologue, conseiller pédagogique et praticien, psychothérapeute consultant, auteur et poète ».

## Biographie
Né à Grimsby, dans le Lincolnshire, en Angleterre, Spencer-Brown  fréquente d'abord la Mill Hill School, puis obtient son premier Bachelor of Medicine en 1940 au London Hospital Medical College (qui fait maintenant partie de Barts and The London School of Medicine and Dentistry). Après avoir servi dans la Royal Navy entre 1943 et 1947, il étudie au Trinity College de Cambridge, où il obtient des distinctions en philosophie (1950) et en psychologie (1951), et fait la rencontre décisive de Bertrand Russell. De 1952 à 1958, il enseigne la philosophie à Christ Church, Oxford, et obtient des Masters of Arts en 1954 à Oxford et à Cambridge. Il rédige, sous la direction de William Kneale, une thèse de doctorat intitulée Probabilités et inférence scientifique  qui est publiée en 1957,.
Au cours des années 1960, il devient disciple du psychiatre écossais novateur RD Laing, qu'il cite fréquemment dans son ouvrage Laws of Form. En 1964, avec l'appui de Bertrand Russell, il devient maître de conférences en mathématiques formelles à l'université de Londres. À partir de 1969, il a été affilié au Département de mathématiques pures et de statistiques mathématiques de l'université de Cambridge. Au cours des années 1970 et 1980, il a été professeur invité à l'université d'Australie occidentale, à l'université Stanford et à l'Université du Maryland, College Park,.

## Laws of Form
Laws of Form (Lois de la forme), ouvrage à la fois de mathématiques et de philosophie, est né des travaux en ingénierie électronique réalisés par Spencer-Brown vers 1960 et de conférences sur la logique mathématique qu'il a ensuite données sous les auspices du programme de vulgarisation de l'Université de Londres. Publié pour la première fois en 1969, il n'a jamais été épuisé. Spencer-Brown a qualifié ce système mathématique des lois de la forme d'« algèbre primaire » et de « calcul des indications » ; d'autres l'ont appelé « algèbre des frontières ». L'algèbre primaire est essentiellement une notation minimaliste élégante pour l'algèbre booléenne à deux éléments, très similaire aux systèmes formels conçus par Charles Sanders Peirce dans des travaux écrits dans les années 1880 et 1890, parfois restés inédits jusqu'après la première édition de Laws of Form,.
Les lois de la forme ont influencé, entre autres, Heinz von Foerster, Louis Kauffman, Niklas Luhmann, Humberto Maturana, Francisco Varela, Leon Conrad, et William Bricken. Certains de ces auteurs ont modifié et étendu l’algèbre primaire, avec des conséquences intéressantes.
La réception de cet ouvrage a été multiforme. Sans nier une partie de son talent, tous les critiques des affirmations et des écrits de Spencer-Brown n'ont pas été disposés à les évaluer selon l'évaluation que lui ou ses épigones en donnaient. En 1976, Spencer-Brown a aussi annoncé une preuve du théorème des quatre couleurs, qui n'a jamais été complétée ni publiée. Martin Gardner décrit ainsi l'auteur dans son essai « M-Pire Maps » :
En décembre 1976, G. Spencer-Brown, le mathématicien britannique non-conformiste, a surpris ses collègues en annonçant qu'il disposait d'une preuve du théorème des quatre couleurs qui ne nécessitait pas de vérification informatique. La confiance suprême de Spencer-Brown et sa réputation de mathématicien lui valurent une invitation à donner un séminaire sur sa preuve à l'Université de Stanford. Au bout de trois mois, tous les experts présents au séminaire s'accordèrent sur le fait que la logique des preuves était truffée de trous, mais Spencer-Brown rentra en Angleterre toujours sûr de sa validité. La « preuve » n’a pas encore été publiée. Spencer-Brown est l'auteur d'un curieux petit livre intitulé Laws of Form , qui est essentiellement une reconstruction du calcul propositionnel au moyen d'une notation excentrique. Le livre, que le mathématicien britannique John Horton Conway a décrit comme « étant magnifiquement écrit mais 'sans contenu' »  compte un large cercle d'adeptes de la contre-culture.

## Sélection de publications
- 1957 : Probability and Scientific Inference.
- 1961 : Design with the Nor.
- 1970 : 23 degrees of Paradise.
- 1971 : Only Two Can Play This Game (sousl le pseudonyme de James Keys)
- Éditions de Laws of Form:
  - 1969 : London : Allen & Unwin.
  - 1972 : Crown Publishers, hardcover  (ISBN 0-517-52776-6).
  - 1994 : Cognizer Company, paperback  (ISBN 0-9639899-0-1).
  - 1997 : traduction allemande :Gesetze der Form, Lübeck: Bohmeier Verlag  (ISBN 3-89094-321-7).
- "Claim of Proof to Four Colour Theorem" [Preuve du théorème des quatre couleurs], Lettre à la rédaction de Nature, 17 décembre 1976.